# Benzothiazole
Le benzothiazole est un composé hétérocyclique aromatique de formule chimique C7H5NS. Il est constitué d'un cycle thiazole fusionné avec un noyau benzène. Les 9 atomes des deux cycles sont coplanaires entre eux et avec leurs substituants éventuels, qui forment une classe de dérivés appelés benzothiazoles. Le benzothiazole lui-même se présente sous la forme d'un liquide incolore légèrement visqueux.
Si le composé en lui-même n'est pas très employé, il a beaucoup de dérivés. Quelques-uns sont présents dans la nature. 

Certains dérivés industriels sont très utilisés comme additifs de produits commerciaux (pour la fabrication e biocides ou du caoutchouc synthétique et des pneus notamment). Certains d'entre eux sont hautement toxiques (dont le MBT/mercaptobenzothiazole par exemple, qui peut être relargué par le caoutchouc, et qui est notamment cancérigène).

## Dans la nature
Parmi les benzothiazoles naturels, on trouve la luciférine de luciole, une des molécules de la famille des luciférines, un groupe de composés émetteurs de lumière qu'on trouve chez certaines espèces capables de bioluminescence. Une partie de la molécule de la structure de la vitamine B1 a la forme du Benzothiazole.

## Synthèse
Les benzothiazoles sont préparés en traitant le 2-aminobenzènethiol avec des chlorures d'acyle :
C6H4(NH2)SH + RC(O)Cl → C6H4(NH)SCR + HCl + H2O.

## Toxicité
Ce produit présente une toxicité aiguë, et à ce titre en Europe, conformément au Règlement (UE)  No 1272/2008 classé :  
- Acute Tox. 4 : Nocif en cas de contact cutané ou d'inhalation. (Un contact prolongé ou répété avec la peau peut conduire à une élimination de la graisse cutanée et conduire à une dermatose de contact non allergique ainsi qu'à un passage percutané[6])
- Acute Tox. 4 : Nocif par inhalation.
- Acute Tox. 4 : Nocif en cas d’ingestion, de contact cutané ou d'inhalation.
- Eye Irrit. 2 : Provoque une sévère irritation des yeux.

Selon la fiche de sécurité de ce produit son inhalation peut « provoquer des effets anesthésiques et nécessiter une assistance médicale immédiate ». Il doit être stocké loin de toute flamme, agents oxydants ou matériaux hautement acide ou alcalin (cf risque de réaction exothermique). Il n'a pas fait l'objet de valeurs Limites Environnementale d’Exposition Professionnelle et il ne contient pas de substances avec des Valeurs Limites Biologiques. Il doit être manipulé avec des lunettes de catégorie II (Lunettes de protection avec monture intégrale), des gants adaptés («CE» Catégorie III) et une tenue de protection adéquate, dont un masque filtrant protégeant des  gaz et particules (Marquage  «CE»  Catégorie  III) offrant un  champ  de  vision  large et possédant une forme anatomique de manière à être  étanche et hermétique. "Aucune information n'est disponible sur la persistance et la dégradabilité du produit" ; de même pour sa cinétique environnementale (dans le sol notamment) et « Aucune information n'est disponible sur d'autres effets néfastes pour l'environnement. ». 
- LC50 pour le poisson (Pimephales promelas) 64 mg/l en 96 h
- EC 50 pour les invertébrés aquatiques (Tetrahymena pyriformis) : 160 mg/l en 24 h.

Un test de toxicité génétique s'est montré positif (sur Salmonella et en présence d'une activation métabolique).
Bien que ce produit soit très utilisé dans l'industrie (du caoutchouc synthétique notamment) il n'a pas fait l'objet d'études toxicologiques approfondies ou ces études n'ont pas été publiées. 

Pourtant une fois absorbé par l'organisme, sa métabolisation implique l'ouverture du cycle et une formation d'hydroxylamines aromatiques (métabolites connues pour leur potentiel mutagène et cancérigène. 
Faute de données suffisantes sur le Benzothiazole, on a utilisé des données concernant une molécule proche (2-mercaptobenzothiazole ou 2-MBZT, qui en est un analogue structural mieux connu et testé pour un plus grand nombre de paramètres). Le 2-MBZT est cancérogène pour les rongeurs et des sources provenant de l'industrie du caoutchouc plaident pour une association avec le cancer de la vessie. 
Des valeurs de toxicité du BZT ont été dérivées de celles du 2-MBZT : 
- toxicité aiguë dans l'air évaluée à 110 μg/m(3) en s'appuyant sur une étude BZT RD(50) chez la souris concernant en réalité le formaldéhyde[5] ;
- un seuil de non-cancérogénicité en cas d'exposition chronique serait de 18 μg/m(3) (basée sur la dose sans effet nocif observé (NOAEL) conclue d'une étude diététique subchronique chez le rat[5] ;
- risque unitaire de cancer pour 1.8E-07/μg-m(3), d'après une évaluation qui concernait le 2-MBZT [5]

En 2011 plusieurs incertitudes entachent les bases de données toxicologiques relatives au BZT ainsi que sa fiche de sécurité, qui doivent encore être complétées.. et encore moins de données semblent disponible en termes d'éventuels effets synergiques et en termes d'écotoxicologie.